# Замуруев, Роман Глебович
Роман Глебович Замуруев (27 сентября 1885—20 июля 1974) — бригадир полеводческой бригады семеноводческого совхоза «Хомутовский» Министерства совхозов СССР, Хомутовский район Орловской области, Герой Социалистического Труда.

## Биография
Родился в селе Каменка Новосильского уезда Тульской губернии (ныне Верховского района Орловской области).
Окончив три класса сельской школы, прекратил учёбу, так как нужно было помогать отцу по хозяйству. В юном возрасте освоил большинство сельскохозяйственных работ, в том числе те, с которыми справлялись только взрослые: в пятнадцать лет Роман самостоятельно бороновал землю, пас лошадей.
В 1910 году был призван на военную службу в Русскую императорскую армию, служил в Польше, которая входила тогда в состав Российской империи. Стал участником Первой мировой войны, был ранен в бою и попал в плен. Вернуться на родину смог только после Октябрьской революции — приехал в родное село.
В 1931 году вступил в колхоз, и до начала Великой Отечественной войны работал бригадиром полеводческой бригады семеноводческого совхоза «Хомутовский» в поселке Михайловка Новодеревеньковского района. В годы войны работал в тылу в сельском хозяйстве. Продолжив работу землероба после войны, в 1947 году полеводческая бригада под руководством Романа Глебовича получила высокий урожай ржи — 31,3 центнера
с гектара на площади 27,3 га. За такие высокие показатели 27 марта 1948 года Указом Президиума Верховного Совета СССР Замуруеву Роману Глебовичу присвоено звание Героя Социалистического Труда с вручением ордена Ленина и Золотой Звезды «Серп и Молот».
С 1949 по 1956 год он работал бригадиром садоводческой бригады. С 1956 года находился на пенсии. Жил в посёлке Михайловка Новодеревеньковского района Орловской области.
Дата и место смерти Романа Глебовича Замуруева неизвестны.
В Орловском краеведческом музее находится портрет Р. Г. Замуруева.

## Награды
- Медаль «Серп и Молот» (27.3.1948)
- Орден Ленина (27.3.1948)
- Медали